# Finneganovo bdjenje
Finneganovo bdjenje (eng. Finnegans Wake) je posljednji roman koji je napisao James Joyce. Nakon Uliksa koji je izdan 1922., dijelovi od onoga što je bilo poznato kao djelo u nastajanju postupno su se počeli pojavljivati (naslov je do kraja ostao tajna između pisca i njegove supruge). Neki štovatelji Uliksa ostali su razočarani jer se niti jedan od prijašnjih likova nije ponovno pojavio u novom dijelu, i s time što su Joyceovi lingvistički eksperimenti činili nevjerojatno teškim da se iz knjige izvuče bilo kakav svjesni slijed radnje. No drugi, uključujući Samuela Becketta i Williama Carlosa Williamsa, objavili su knjigu eseja braneći i objašnjavajući novonastalo djelo, pod naslovom Our Exagmination Round His Factification For Incamination Of Work In Progress 1929. Nakon više godina rada i truda, knjiga je naposljetku izdana 1939. Joyce umire manje od dvije godine nakon toga, za sobom ostavljajući djelo čija je interpretacija još u tijeku.

## Analiza djela
Zbog velikog broja jezičnih eksperimenata djelo nije prevedeno na brojne druge jezike. U njemu postoje mnoge riječi koje je stvorio Joyce i zbog toga ih je teško ili nemoguće prevesti. Finneganovo bdjenje nije samo roman struje svijesti poput Uliksa, već se radnja događa za vrijeme sna i zbog toga je iznimno teško otkriti značenje same radnje, pojedinih rečenica ili riječi: Knjiga ima zaokruženu kompoziciju - prva rečenica počinje s malim slovom, i ustvari započinje u pola rečenice. Zadnja rečenica u knjizi je nedovršena. Zajedno čine: 
A way a lone a last a loved a long the / riverrun, past Eve and Adam's, from swerve of shore to bend of bay, brings us by a commodius vicus of recirculation back to Howth Castle and Environs.
Rečenica se može parafrazirati kao: Zauvijek sam zarobljen, hodajući uz rijeku, vraćajući se uvijek do dvorca HCE. A way je put, ali i away. A lone je jedan ili jedinstven, ali i alone. Riverrun je river runs, ali i tok povijesti, od Adama i Eve. Talijanski, Dial riveran je oni će doći. Commodius vicus of recirculation je vicious circle, ali i kružno vrijeme Giambattista Vicoa. HCE, koji je svi: Here Comes Everybody (ali i Howth Castle and Environs), a i sam Finnegan, odnosno Finn tj. Fion Mc Cooh, irski junak koji navodno spava ispod Dublina, a probudit će se kada ga ponovno bude trebalo braniti - Finnegans wake nije samo Finnegan's wake, kao u irskoj pjesmi (Finnegan's wake), zato što je Finnegans množina. Ali također i Finn again is wake!
Hootch is for husbandman handling his hoe. Hohohoho, Mister Finn, you're going to be Mister Finnagain! Comeday morm and, O, you're vine! Sendday's eve and, ah, you're vinegar! Hahahaha, Mister Funn, you're going to be fined again!
Adam i eva su i HCE (Henry Chipton Earwicker) i ALP (Anna Livia Plurabelle).
- Stih In the name of Annah the Allmaziful, the Everliving, the Bringer of Plurabilities, haloed be here eve, her singtime sung, her rill be run, unhemmed as it is uneven! parodira islamsku molitvu, in the name of Alah the Merciful, the Compassionate. Ali, kaže Anna, turska riječ za majka. Mazi, turska riječ za 'olden times'. Kaže i Livia i Plurabelle, dakle ona je božanska majka iz zaboravljene prošlosti, ali i ALP. Dalje parodira kršćansku molitvu: Haloed eve je Haloween. Unhemmed je unhymned, ali i nizozemska riječ hemme, držati, priječiti. Dakle, razuzdano i neujednačeno. Rill je potok; HCE i ALP su i par grad i rijeka. Riverrun je također ALP. ALP je i premetaljka od Alice P Liddell, Lewis Carrollov model za Alisu u njegovoj bajci Alisa u zemlji čudesa.

- Grmljavina bababadalgaha.... se sastoji od riječi za grmljavinu na raznim jezicima: japanski, hindu, grčki, francuski, talijanski, švedski, irski, portugalski, stari rumunjski, danski.

## Vanjske poveznice
- Joseph Campbell: A Skeleton Key to Finnegans Wake